# هاميش بولز
هاميش بولز (بالإنجليزية: Hamish Bowles)‏ هو صحفي بريطاني، ولد في 23 يوليو 1963 في لندن في المملكة المتحدة.

## وصلات خارجية
- هاميش بولز على موقع IMDb (الإنجليزية)
- هاميش بولز على موقع قاعدة بيانات الفيلم (الإنجليزية)